# Isaias Afewerki
Isaias Afewerki (Asmara, 2. veljače 1946.), prvi i dosad jedini predsjednik Eritreje.
Rođen je u glavnom gradu Asmari. Studirao je strojarstvo na sveučilištu Haile Selassie I.
Jedan od vođa pokreta za oslobođenje Eritreje.
Borio se protiv snaga cara Hailea Selassiea I., a kasnije su on i sadašnji premijer Etiopije Meles Zenawi svrgnuli omraženi režim Derga i protjerali Mengistua. No, kasnije su njihovi odnosi zahladnjeli, a stanje se samo pogoršavalo. Sukob je završio dvogodišnjim ratom oko granice, završenim potpisivanjem sporazuma u Alžiru, 12. prosinca 2000. godine.
Isaias i njegova stranka PFDJ koja je jedina legalna u državi, zatvorili su 13 novinara i tužili sve urednike novina u državi, osim trojice, zbog kršenja Zakona o tisku.